# Marnerdeich
Marnerdeich là một đô thị thuộc huyện Dithmarschen, trong bang Schleswig-Holstein, nước Đức. Đô thị Marnerdeich có diện tích 1,31 km², dân số thời điểm 31 tháng 12 năm 2006 là 357 người.